# Nicole Capitaine
Pour les articles homonymes, voir Capitaine.
Nicole Capitaine, née le 14 mars 1948 à  Neuilly-sur-Seine, est une astronome française, spécialiste de l'astronomie fondamentale. Elle est membre de l'Académie des sciences depuis 1997.

## Biographie
En 1969, elle passe une licence de mathématiques à la Faculté des sciences de Paris. En 1970, elle passe une maîtrise en astronomie à l'Université Pierre-et-Marie-Curie. La même année elle intègre l'observatoire de Paris en tant qu'assistante. Elle y occupe ensuite plusieurs postes avant de devenir astronome chargée de recherche. En 1972 , elle soutient une thèse de doctorat en astronomie à l'Université Pierre-et-Marie-Curie. 
En 1982, elle y soutient une seconde thèse dans le cadre de son habilitation à diriger des recherches. En 1985, elle nommée directrice adjointe du département d'astronomie fondamentale à l'observatoire de Paris. Elle en devient la directrice en 1993. Son activité scientifique a été menée principalement dans le cadre du Groupe de recherches en géodésie spatiale (GRGS), ainsi que de différents groupes de travail de l’Union astronomique internationale. En 2002, toujours à l'observatoire de Paris, elle est astronome à temps plein au département SYRTE (Systèmes de Référence Temps Espace). En 2013, elle prend sa retraite et devient une astronome émérite.
Ses travaux, menés dans le cadre d’une large coopération internationale, ont conduit à une meilleure définition des systèmes de référence et des échelles de temps pour l’astronomie, ainsi qu’à une meilleure connaissance de la rotation de la Terre. Ils ont également conduit à l’adoption par l’UAI et l’UGGI (Union géodésique et géophysique internationale), de nouveaux paramètres et de nouveaux modèles pour l’astronomie et la géodésie, qui sont essentiels pour de nombreuses applications à la dynamique spatiale et à la dynamique du système solaire.

## Responsabilités
- Entre 1991 et 1994 , elle est membre du Comité national du CNRS.
- Entre 1991 et 1999, elle est responsable du DEA et de la formation doctorale "Astronomie fondamentale, mécanique céleste et géodésie" de l'Observatoire de Paris.
- Entre 1993 et 1996, elle est secrétaire du bureau des Longitudes.
- Elle y est présidente entre 2000 et 2001[3].
- Entre 2000 et 2003 elle est présidente de la Division 1 "Astronomie fondamentale" de l’Union astronomique internationale et de la Commission 19 "Rotation de la Terre"[4]
- En 2004 , elle est présidente du Conseil Scientifique du Groupe de Recherches en Géodésie spatiale
- En 2006, elle est membre du Comité national d'évaluation de la recherche[5]
- Entre 2006 et 2008 elle est présidente de la Federation of Astronomical and Geophysical Data Analysis Services (FAGS) au Conseil international pour la science
- Entre 2007 et 2009 , elle est membre du comité stratégique du Conseil international pour la science en "Information & Data" (SCID)
- Entre 2008-2009, elle est co-Présidente du comité de préparation du "World Data System" (WDSTT)
- Entre 2010 et 2014 , elle est membre du conseil de l'Observatoire des sciences de l'univers[2]

Elle est également membre du comité de lecture de revues internationales d'astronomie telles que The Astronomical Journal, Astronomy and Astrophysics, Celestial Mechanics and Dynamical Astronomy, Icarus, Journal of Geophysical Research, Metrologia.

## Distinctions
- 1986 : lauréate du Prix Antoine d'Abbadie de l'Académie des sciences
- 1992 : nommée membre du bureau des Longitudes[7]
- 1997 : nommée membre de l'académie des sciences[8].
- 2008 :  Officier de la Légion d'honneur[9]
- 2011 :  Commandeur de l'ordre national du Mérite[10].
- 2015 :  Commandeur de la Légion d'honneur[11]
- 2016 : nommée correspondante de l’Observatoire Royal de Belgique[12]
- 2018 :  Officier de l'ordre des Palmes académiques[13]